# Masayuki Sanada
Masayuki Sanada (jap. 真田昌幸 Sanada Masayuki; ur. 1547, zm. 13 lipca 1611) – japoński daimyō z okresu Sengoku. Był trzecim synem Yukitaki Sanady, daimyō podlegającego rodzinie Takeda w prowincji Shinano. Był znany jako doskonały strateg. Jego synami byli Nobuyuki Sanada i Yukimura Sanada.

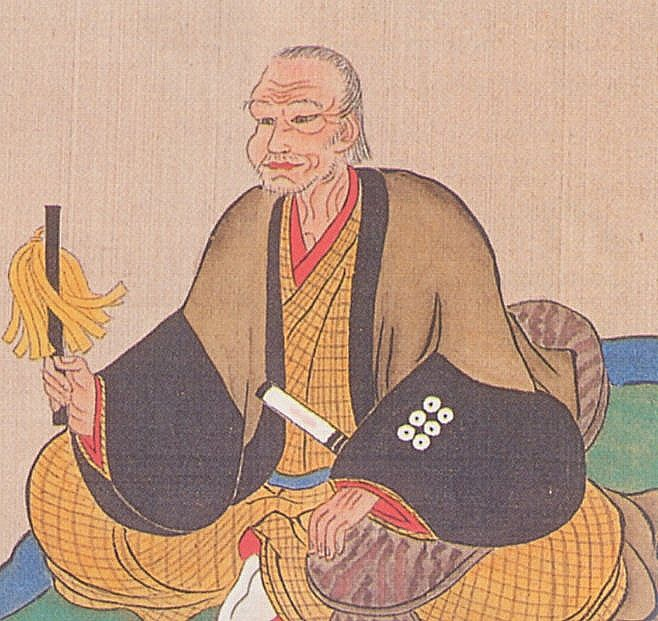
Masayuki Sanada

Początkowo Masayuki zmienił imię na Kihei Mutō, aby móc odziedziczyć klan Mutō, jedną z gałęzi rodziny Takeda. Był faworytem Shingena Takedy, który odkrył jego talent w młodym wieku i dla którego Masayuki był bliskim podwładnym. Po śmierci Shingena Masayuki służył Katsuyori Takedzie. Jednakże podczas bitwy pod Nagashino w 1575 zginęli obaj starsi bracia Masayukiego (Nobutsuna i Masateru). Masayuki wrócił wówczas do nazwiska Sanada, aby móc przejąć dziedzictwo.
W 1577, bezpośrednio po śmierci Kenshina Uesugi, Masayuki wykorzystał wewnętrzne zamieszanie w klanie Uesugi i zajął zamek Numata w prowincji Kozuke, co po raz pierwszy zademonstrowało jego zdolności strategiczne. 
Po upadku klanu Takeda w 1582, Masayuki początkowo poddał się Nobunadze Odzie. Jednakże Nobunaga zmarł w ciągu roku, podczas incydentu w świątyni Honnō-ji. Po śmierci Nobunagi klan Sanada pozostał odosobniony w prowincji Shinano, otoczony przez wrogie siły takie jak klan Uesugi, klan Hōjō i klan Tokugawa. Zawiązując tymczasowe sojusze i wchodząc w niestałe zależności, rodzina Sanada zdołała przetrwać.
W 1585 klan Sanada stanął przeciwko Ieyasu Tokugawie. Siły Tokugawy liczące 7000 ludzi oblegały zamek Ueda, broniony przez 2000 żołnierzy. Masayuki odniósł zdecydowane zwycięstwo, powodując straty 3000 ludzi po stronie atakujących. Była to Pierwsza Bitwa o zamek Ueda i przyniosła Masayukiemu rozgłos w całym kraju.
W 1589 wasale Sanady mieli zatargi z klanem Hōjō, co ostatecznie doprowadziło do zniszczenia Hōjō przez armie Hideyoshiego Toyotomi.
Po śmierci Hideyoshiego w 1600, Masayuki wziął udział w bitwie pod Sekigaharą po stronie Mitsunariego Ishidy. Masayuki wysłał starszego syna, Nobuyukiego, do sił wschodnich, sam wraz z młodszym Yukimurą dołączając do armii zachodniej. Według niektórych teorii, ten ruch miał zabezpieczyć przetrwanie klanu Sanada. Masayuki ufortyfikował zamek Ueda, gdzie z siłami 2000 ludzi walczył przeciwko armii Hidetady Tokugawy, liczącej 38000 żołnierzy. Była to druga bitwa o zamek Ueda i mimo że nie było to zdecydowane zwycięstwo, Masayuki zadał Hidetadzie poważne straty i opóźnił go dostatecznie, by ten nie dotarł na główne pole bitwy na czas.
Mimo to armia zachodnia pod dowództwem Mitsunariego Ishidy przegrała główna bitwę, a zwycięski Ieyasu Tokugawa mógł dowolnie rozdzielać lenna. Początkowo Masayuki i Yukimura mieli zostać straceni, ale Ieyasu zmienił zdanie, biorąc pod uwagę udział Nobuyukiego w walce po stronie wschodniej armii. Zamiast tego zostali zesłani do Kudoyamy w prowincji Kii. Nobuyuki odziedziczył klan Sanada.
Masayuki Sanada zmarł w Kudoyamie w 1611.
Mimo iż Masayuki nigdy nie zdołał rozszerzyć swoich posiadłości tak, jak inni daimyō, jest uważany za utalentowanego przywódcę, zmagającego się z nieszczęśliwymi przypadkami i niedogodnym położeniem swojej domeny. Hideyoshi Toyotomi określił Masayukiego jako osobę, której wnętrze nie pasuje do powierzchni, dodając że jego lojalność jest zmienna i niegodna zaufania. Jednak to właśnie zmienne sojusze umożliwiły klanowi Sanada przetrwanie rzezi wrogich klanów i począwszy od okresu Edo jest raczej wychwalany, niż oczerniany.